# Andreas Zuber

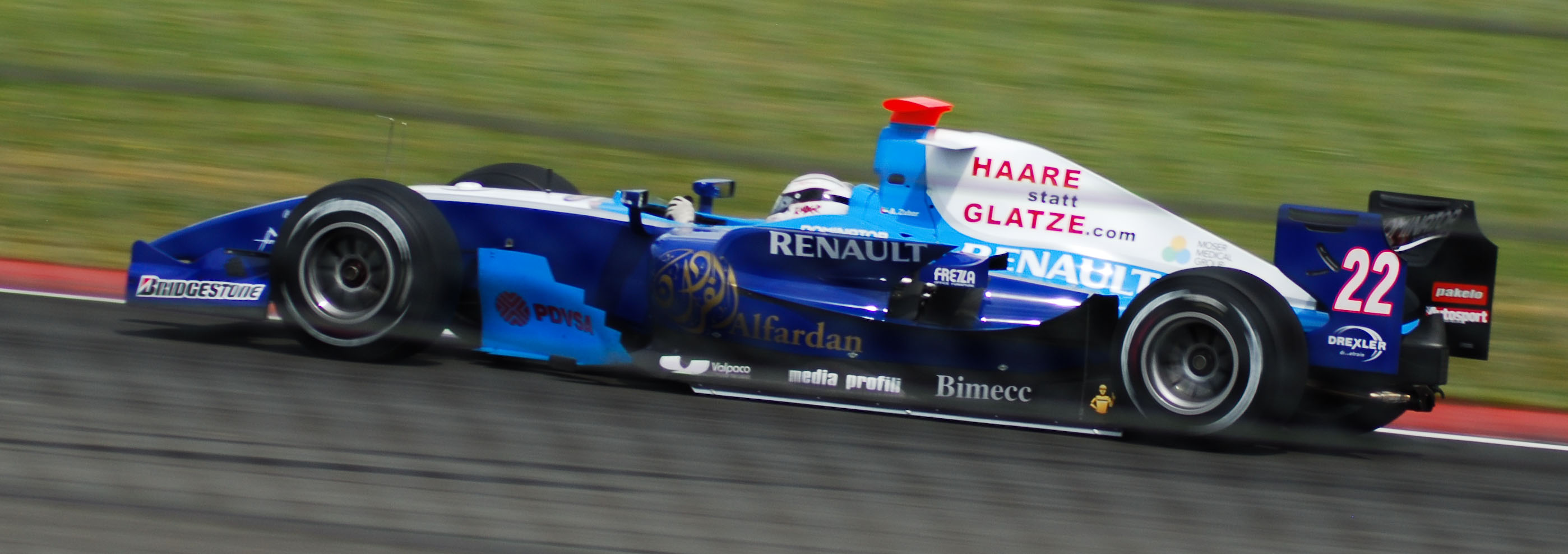
Andreas Zuber in der GP2 2008

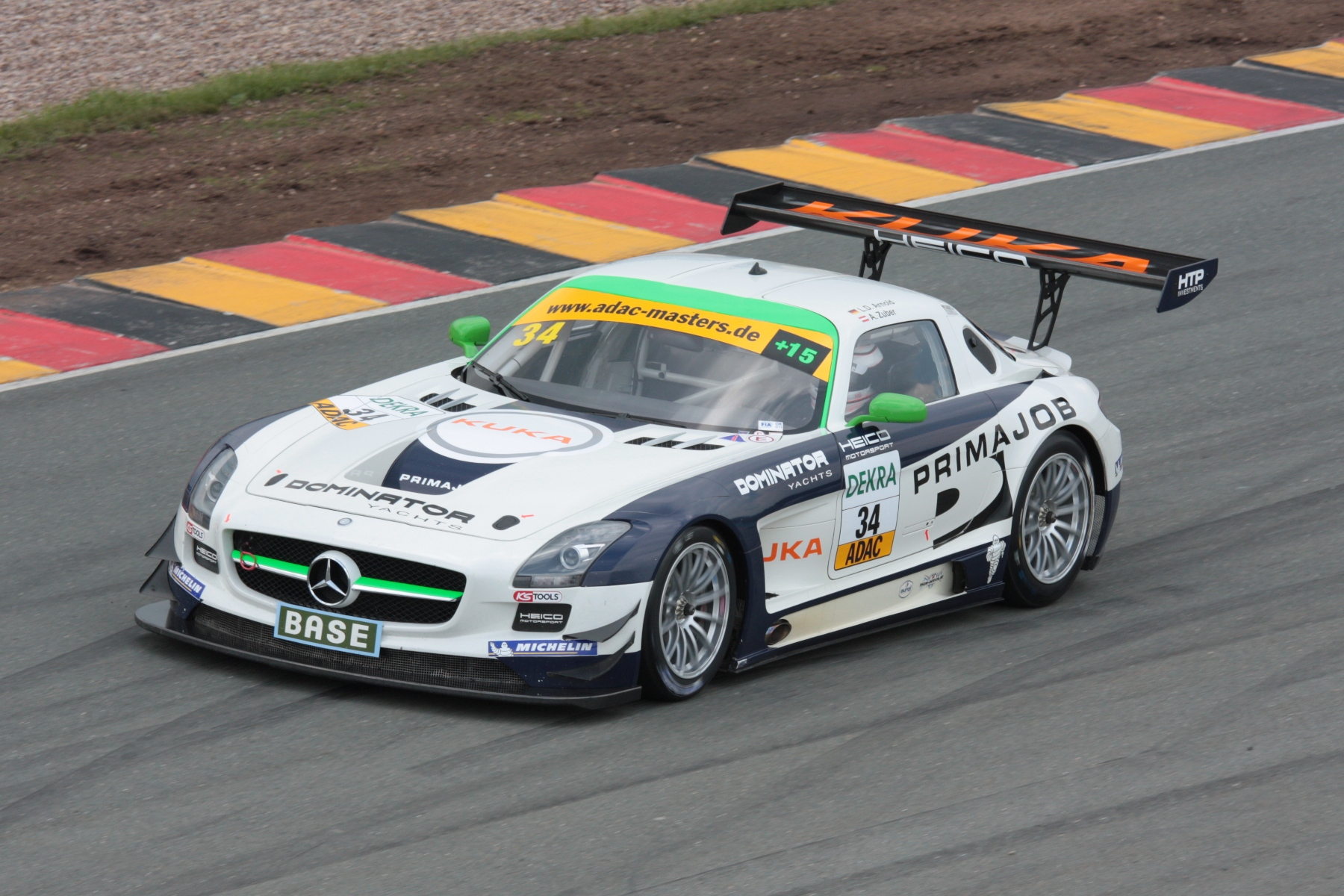
Andreas Zuber im Mercedes-Benz SLS AMG GT3 2011 auf dem Sachsenring

Andreas „Andi“ Zuber (* 9. Oktober 1983 in Judenburg) ist ein ehemaliger österreichischer Automobilrennfahrer.

## Karriere

### Monopostosport
Der in Weißkirchen in Steiermark aufgewachsene Andreas Zuber begann seine Motorsportkarriere 1998 im Kartsport.
2000 wechselte er in den Formelsport und ging in der Formel König an den Start und belegte dort zum Saisonende den 12. Rang. Danach fuhr er zwei Jahre in der deutschen Formel Renault. Dort erreichte er 2001 mit dem sechsten Platz seine beste Saisonplatzierung. Parallel dazu startete er in einigen Rennen des Formel Renault 2.0 Eurocups.
Ab der Saison 2003 wechselte er für zwei Jahre in die Formel-3-Euroserie zum Team Rosberg. Dort hatte er als Teamkollege von Nico Rosberg wenig Erfolg und ging zum Team Carlin Motorsport, mit dem er 2005 in der Formel Renault 3.5 antrat. In dieser Saison fuhr er mit seinem Dallara T02 auf dem sechsten Rang in der Gesamtwertung.
Von 2006 bis 2009 ging Andreas Zuber mit einer Rennlizenz der Vereinigten Arabischen Emirate in der GP2-Serie an den Start. In seiner ersten Saison fuhr er für Trident Racing und konnte beim Sprintrennen in Istanbul seinen ersten Sieg in der Serie einfahren. Zum Saisonende belegte er den 14. Gesamtrang.
In seiner zweiten GP2-Saison wechselte er zu iSport International und wurde Teamkollege von Timo Glock. Beim Hauptrennen in Silverstone erreichte er seinen zweiten und letzten Sieg in einem GP2-Rennen. Die Saison beendete er mit dem neunten Platz in der Gesamtwertung. In deren Anschluss bestritt Zuber für das Honda Racing F1 Rennteam einige Formel-1-Testfahrten.
2008 trat er mit dem Team Piquet Sports in der GP2-Meisterschaft an, die er wie im Jahr zuvor mit einem neuen Platz abschloss. Danach wechselte er zum Team Fisichella Motor Sport International, mit dem er 2009 in der GP2 und parallel in drei Rennen der GP2-Asia-Serie-Saison 2008/09 startete. Die GP2-Saison schloss er für das Team, das zwischenzeitlich in Scuderia Coloni umbenannt wurde, mit dem 13. Platz ab.
In der Saison 2010 ging er mit einem Dallara GP2/05 des österreichischen Zele Racing Teams in zwei Rennen der EuroBOSS-Rennserie an den Start und wurde dritter in der Gesamtwertung. Danach beendete er seine Formel-Karriere und wechselte in den GT-Motorsport.

### GT-Rennen
Von 2010 bis 2012 fuhr Zuber in einigen Rennen der FIA-GT1-Weltmeisterschaft. In der ersten Saison startete er für Phoenix Racing/Carsport mit einer Chevrolet Corvette C6.R in vier Rennen. Bereits das erste Rennen in Abu Dhabi gewann er gemeinsam mit Marc Hennerici. 2011 bestritt er für das Team Exim Bank Team China ebenfalls vier Rennen mit einer Chevrolet Corvette C6.R in der Meisterschaft. In dem Jahr erreichte er mit dem 20. Platz sein bestes Resultat in der Gesamtwertung. In der letzten FIA-GT1-Weltmeisterschaft-Saison trat er für verschiedene Rennteams bei 12. Rennen an und wurde letztlich 22. In der Jahreswertung.
2011 trat Zuber für Primajob Team HEICO mit einem Mercedes-Benz SLS AMG GT3 in der ADAC GT Masters an und wurde mit Lance David Arnold sechster in der Jahreswertung.
Seine letzte Motorsport-Saison 2013 fuhr er beim Team Sébastien Loeb Racing in einem McLaren MP4-12C GT3 in der Pro-Klasse. Zusammen mit Mike Parisy wurde er Achter in der Wertung.
2012 und 2013 ging er beim 24-Stunden-Rennen von Dubai in der A6-Klasse an den Start. Das Rennen 2012 beendete er mit seinen Fahrerkollegen für Heico Motorsport auf einem Mercedes-Benz SLS AMG GT3 mit dem zweiten Platz.
Danach beendete Zuber seine Rennfahrer-Laufbahn, um sich auf seine berufliche Karriere im Yachthandel zu konzentrieren.